# فياتشيسلاف ليتفينوف
فياتشيسلاف ليتفينوف (الروسية: Литвинов, Вячеслав Георгиевич) هو لاعب كرة قدم روسي في مركز الدفاع، ولد في 1 أبريل 2001 في أنابا في روسيا. لعب مع نادي كراسنودار.

## وصلات خارجية
- فياتشيسلاف ليتفينوف على موقع Soccerway.com (الإنجليزية)
- فياتشيسلاف ليتفينوف على موقع عالم كرة القدم.نت (الإنجليزية)